# Sirod
Sirod est une commune française située dans le département du Jura, dans la région culturelle et historique de Franche-Comté et la région administrative Bourgogne-Franche-Comté.
Elle fait partie de la Communauté de communes Champagnole Porte du Haut-Jura.

## Géographie
Le village est traversé par l'Ain.

### Communes limitrophes
| Lent           |                      | Charency      |
| Bourg-de-Sirod | Sirod                | Conte Gillois |
| Syam           | Crans, Les Chalesmes |               |

### Climat
Pour des articles plus généraux, voir Climat de la Bourgogne-Franche-Comté et Climat du département du Jura.
En 2010, le climat de la commune est de type climat de montagne, selon une étude du Centre national de la recherche scientifique s'appuyant sur une série de données couvrant la période 1971-2000. En 2020, Météo-France publie une typologie des climats de la France métropolitaine dans laquelle la commune est exposée à un climat de montagne ou de marges de montagne et est dans la région climatique  Jura, caractérisée par une forte pluviométrie en toutes saisons (1 000 à 1 500 mm/an), des hivers rigoureux et un ensoleillement médiocre. 
Pour la période 1971-2000, la température annuelle moyenne est de 8,9 °C, avec une amplitude thermique annuelle de 16,7 °C. Le cumul annuel moyen de précipitations est de 1 601 mm, avec 13,3 jours de précipitations en janvier et 10,2 jours en juillet. Pour la période 1991-2020, la température moyenne annuelle observée sur la station météorologique de Météo-France la plus proche, « Champagnole », sur la commune de Champagnole à 6 km à vol d'oiseau, est de 9,4 °C et le cumul annuel moyen de précipitations est de 1 573,2 mm. 
La température maximale relevée sur cette station est de 37,5 °C, atteinte le 24 juillet 2019 ; la température minimale est de −23,5 °C, atteinte le 24 décembre 2001,,. 
Les paramètres climatiques de la commune ont été estimés pour le milieu du siècle (2041-2070) selon différents scénarios d'émission de gaz à effet de serre à partir des nouvelles projections climatiques de référence DRIAS-2020. Ils sont consultables sur un site dédié publié par Météo-France en novembre 2022.

## Urbanisme

### Typologie
Au 1er janvier 2024, Sirod est catégorisée commune rurale à habitat dispersé, selon la nouvelle grille communale de densité à sept niveaux définie par l'Insee en 2022.
Elle est située hors unité urbaine. Par ailleurs la commune fait partie de l'aire d'attraction de Champagnole, dont elle est une commune de la couronne,. Cette aire, qui regroupe 43 communes, est catégorisée dans les aires de moins de 50 000 habitants,.

### Occupation des sols
L'occupation des sols de la commune, telle qu'elle ressort de la base de données européenne d’occupation biophysique des sols Corine Land Cover (CLC), est marquée par l'importance des forêts et milieux semi-naturels (49,6 % en 2018), en diminution par rapport à 1990 (51,1 %). La répartition détaillée en 2018 est la suivante : 
forêts (45,3 %), prairies (38,8 %), zones agricoles hétérogènes (8,2 %), milieux à végétation arbustive et/ou herbacée (4,3 %), zones urbanisées (3,4 %). L'évolution de l’occupation des sols de la commune et de ses infrastructures peut être observée sur les différentes représentations cartographiques du territoire : la carte de Cassini (XVIIIe siècle), la carte d'état-major (1820-1866) et les cartes ou photos aériennes de l'IGN pour la période actuelle (1950 à aujourd'hui).

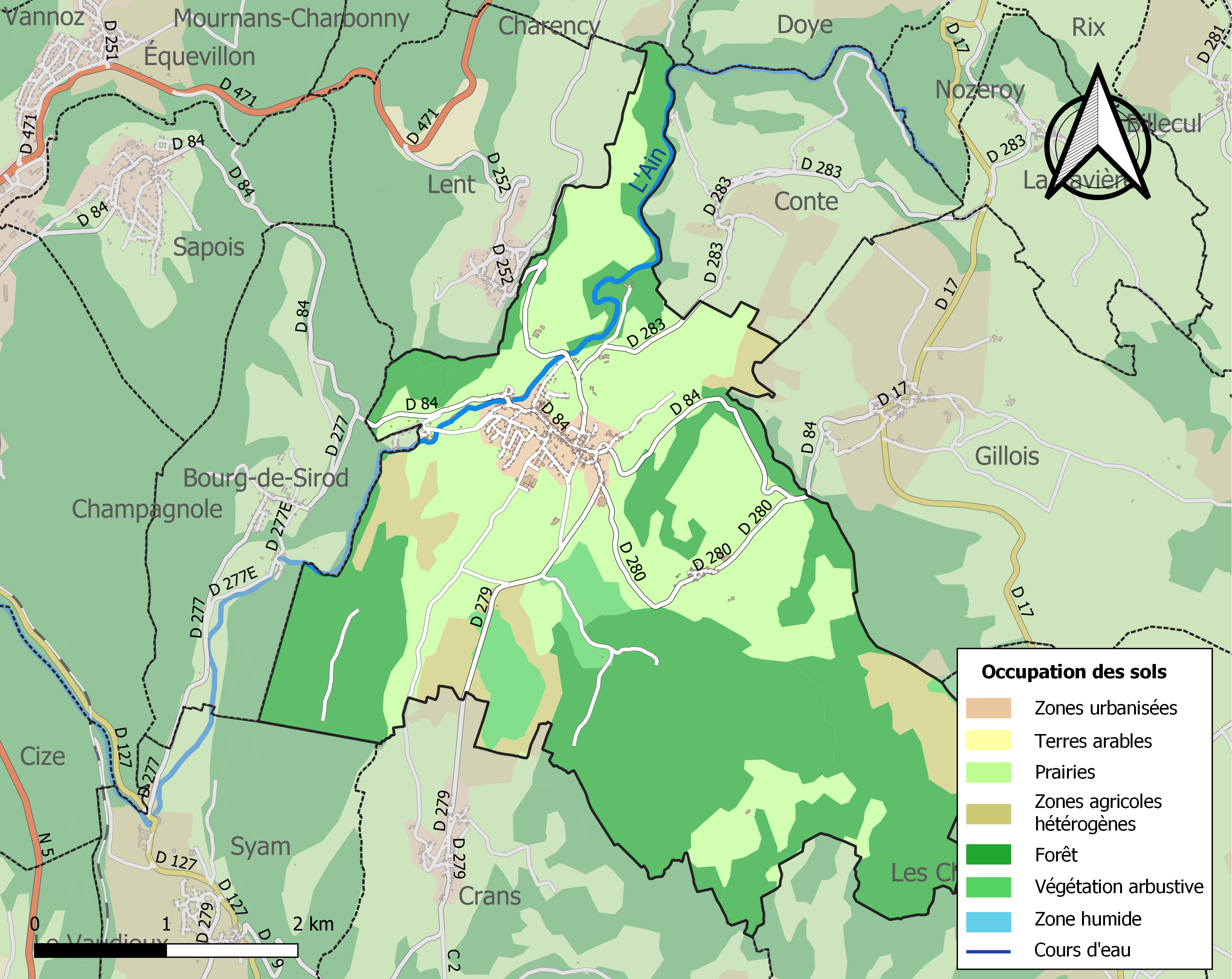
Carte des infrastructures et de l'occupation des sols de la commune en 2018 (CLC).

## Histoire
Au milieu du XVIe siècle à Sirod est fondée par Gilbert Cousin, une école prestigieuse et renommée pour les enfants des élites comtoise et suisses.
La commune voisine de Lent est réunie à Sirod de 1823 à 1842.
Le 15 août 1924, les tronçons Sirod–Foncine-le-Bas et Sirod–Nozeroy de la ligne Sirod-Boujailles des chemins de fer vicinaux du Jura ouvrent. La ligne Sirod-Boujailles ferme le 1er mai 1949.
Treffay est rattaché à Sirod en 1972.

## Politique et administration
| Période    | Période  | Identité           | Étiquette | Qualité  |
| ---------- | -------- | ------------------ | --------- | -------- |
| avant 1988 | 2001     | Claude Cornier     |           |          |
| mars 2001  | 2014     | Gilbert Morel      | UMP       |          |
| mars 2014  | 2020     | Luc Dodane         | SE        | Retraité |
| 2020       | En cours | Monique Villemagne |           |          |

## Population et société

### Démographie
L'évolution du nombre d'habitants est connue à travers les recensements de la population effectués dans la commune depuis 1793. Pour les communes de moins de 10 000 habitants, une enquête de recensement portant sur toute la population est réalisée tous les cinq ans, les populations de référence des années intermédiaires étant quant à elles estimées par interpolation ou extrapolation. Pour la commune, le premier recensement exhaustif entrant dans le cadre du nouveau dispositif a été réalisé en 2006.

En 2022, la commune comptait 550 habitants, en évolution de +3,19 % par rapport à 2016 (Jura : −0,81 %, France hors Mayotte : +2,11 %).
| 1793 | 1800 | 1806 | 1821 | 1831  | 1836  | 1841  | 1846 | 1851 |
| ---- | ---- | ---- | ---- | ----- | ----- | ----- | ---- | ---- |
| 788  | 792  | 822  | 822  | 1 152 | 1 169 | 1 080 | 834  | 833  |

| 1856 | 1861 | 1866 | 1872 | 1876 | 1881 | 1886 | 1891 | 1896 |
| ---- | ---- | ---- | ---- | ---- | ---- | ---- | ---- | ---- |
| 843  | 775  | 779  | 774  | 786  | 740  | 730  | 602  | 541  |

| 1901 | 1906 | 1911 | 1921 | 1926 | 1931 | 1936 | 1946 | 1954 |
| ---- | ---- | ---- | ---- | ---- | ---- | ---- | ---- | ---- |
| 529  | 563  | 511  | 499  | 490  | 472  | 489  | 502  | 484  |

| 1962 | 1968 | 1975 | 1982 | 1990 | 1999 | 2006 | 2011 | 2016 |
| ---- | ---- | ---- | ---- | ---- | ---- | ---- | ---- | ---- |
| 496  | 452  | 518  | 574  | 539  | 528  | 550  | 578  | 533  |

| 2021 | 2022 | - | - | - | - | - | - | - |
| ---- | ---- | - | - | - | - | - | - | - |
| 539  | 550  | - | - | - | - | - | - | - |

### Sports
L'ES Sirod foot est composé de trois équipes seniors dont la première évolue en première division de district après sa relégation de promotion de ligue à la suite de l'exercice 2007-2008.

## Économie
Le village est situé dans l'aire de production AOC du Comté.

## Culture et patrimoine

### Lieux et monuments
- Rocher de La Commère.
- Église Saint-Étienne de Sirod inscrite au titre des monuments historiques[21].
- Croix de Sirod inscrite au titre des monuments historiques[22].
- Chapelle du pont.
- Château de Sirod dit aussi de Montrichard, situé derrière l'église, du XIVe siècle, rénové au XVIe en style renaissance, inscrit au titre des monuments historiques[23].
- Vestiges du Château Villain qui surplombe le village.

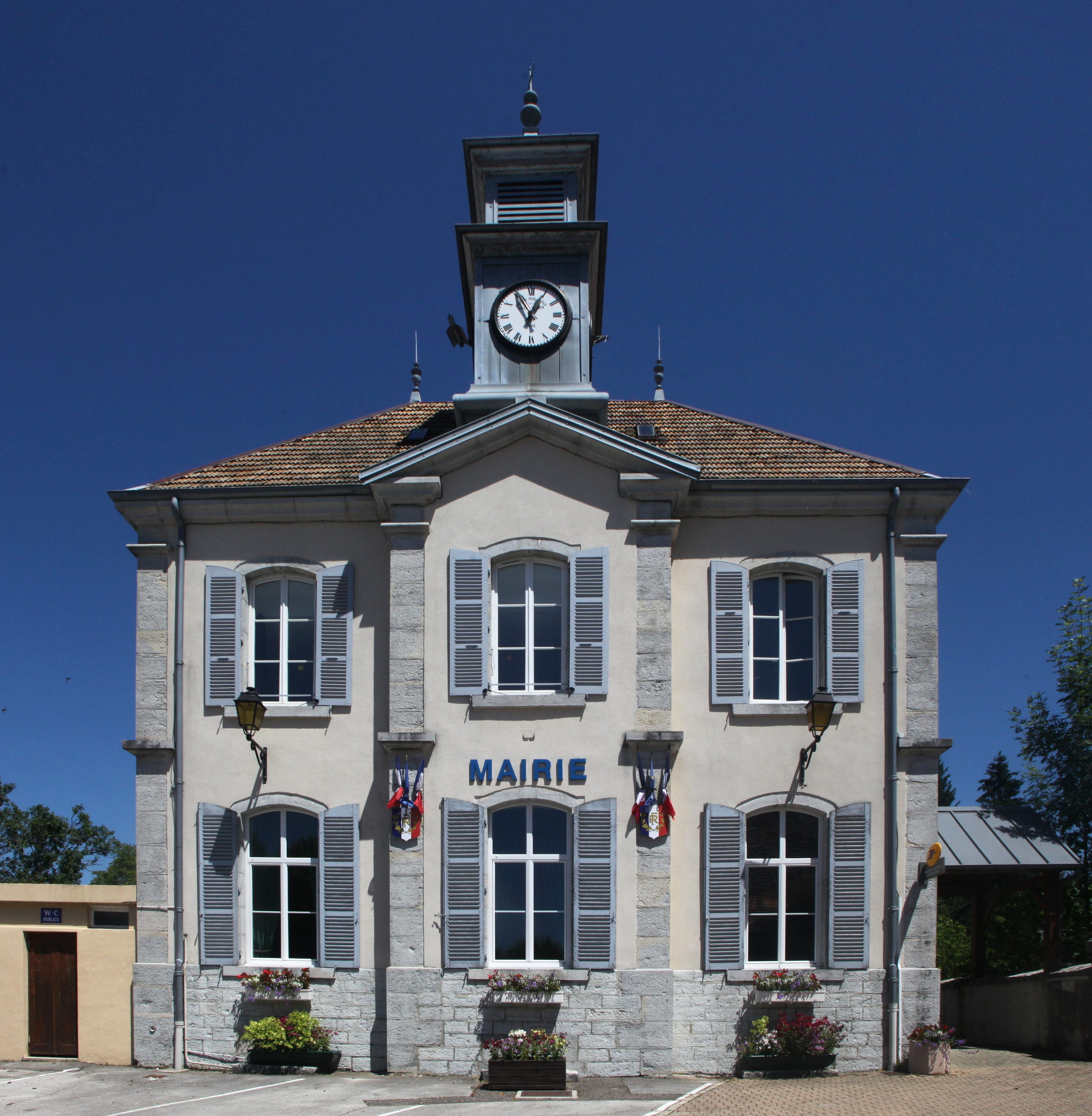
Mairie.
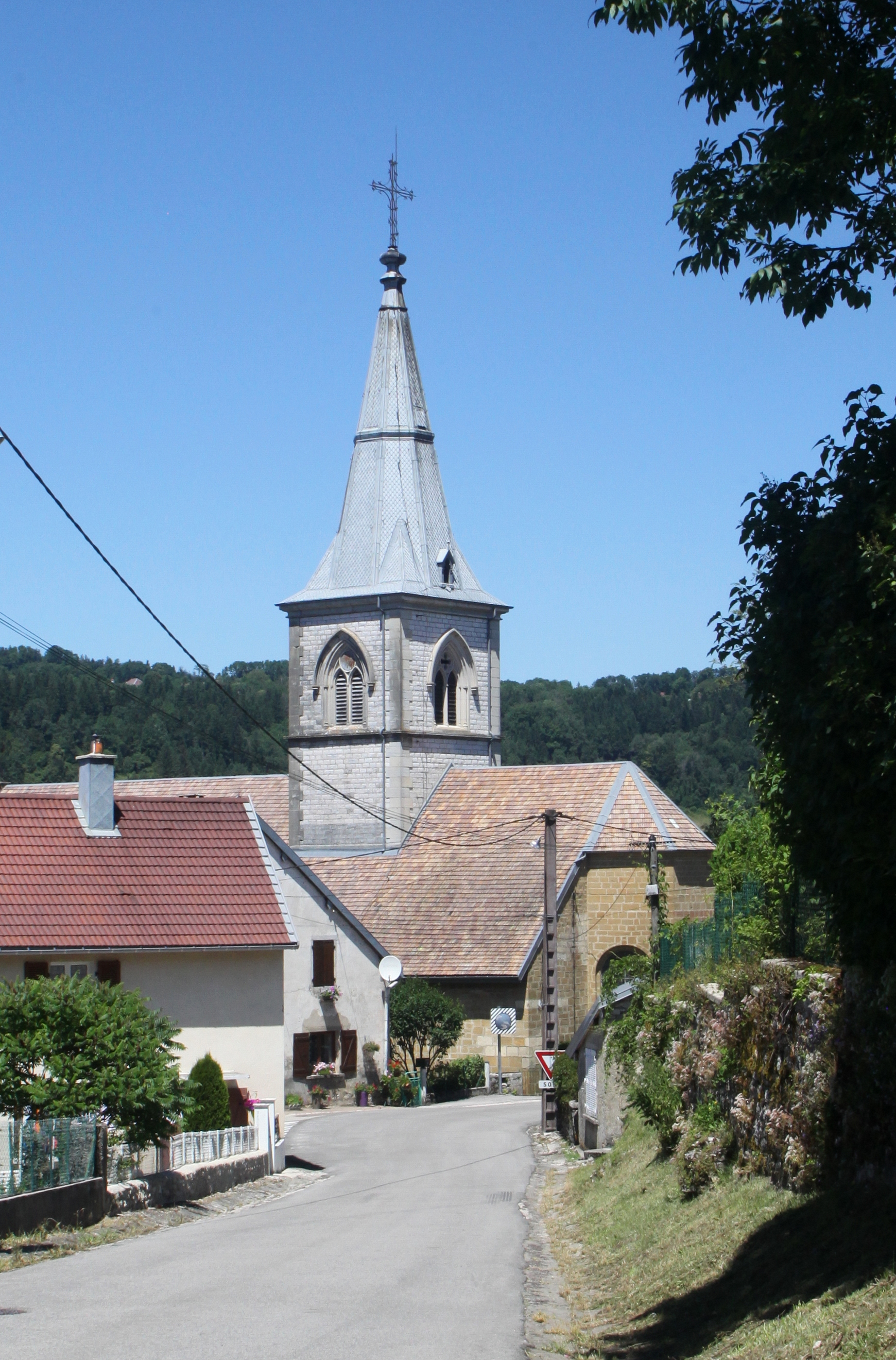
Église.
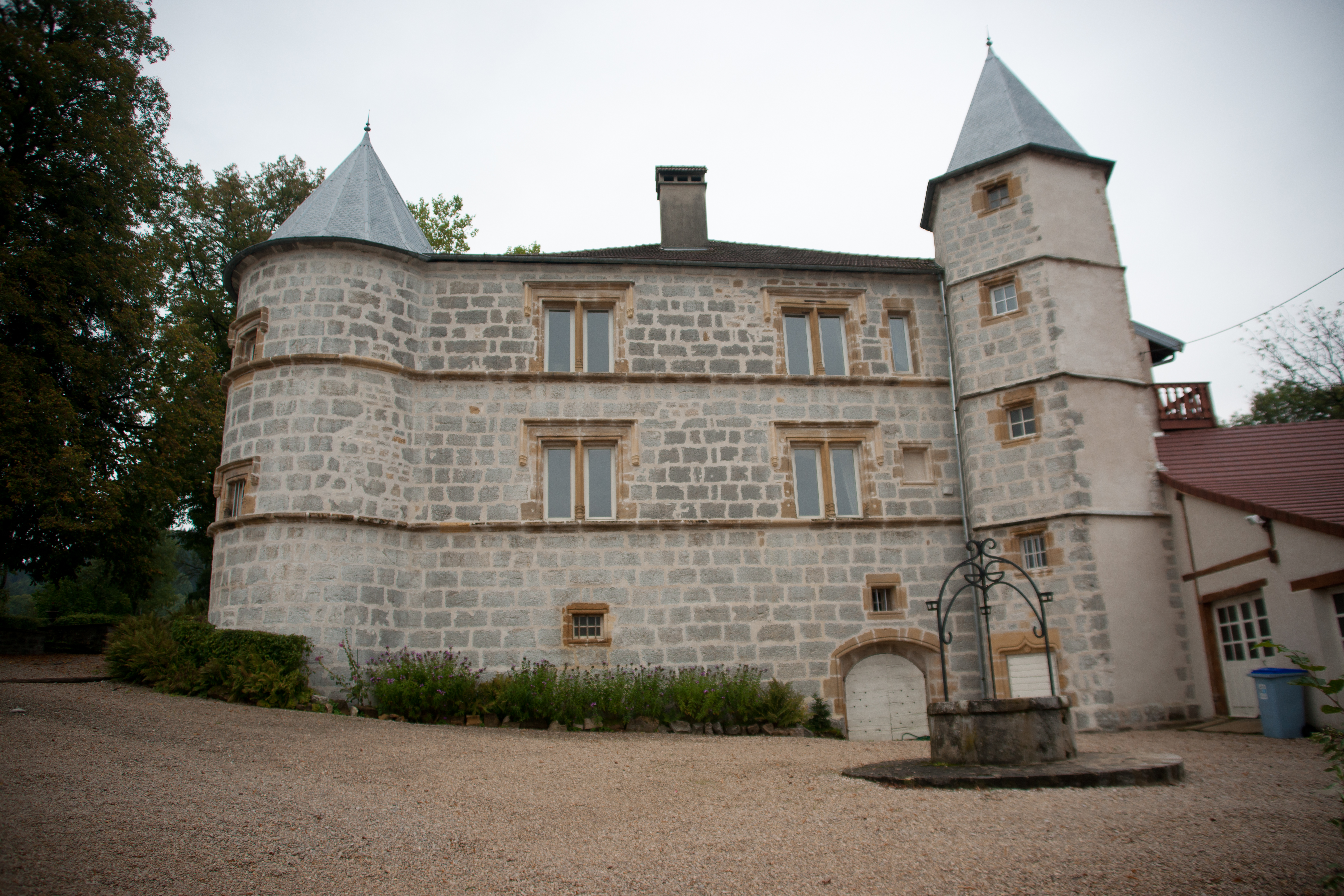
Château de Sirod.
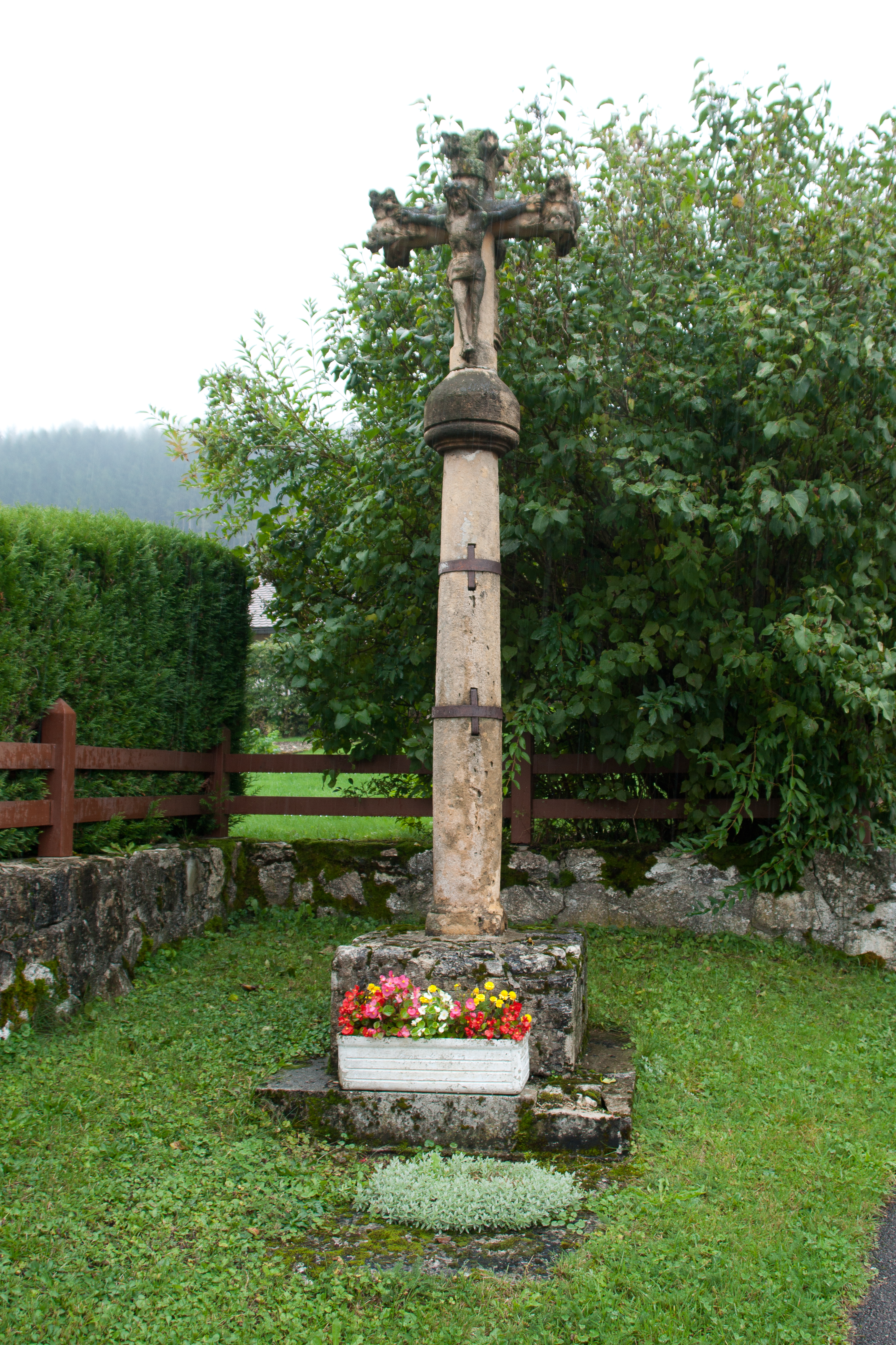
Croix.
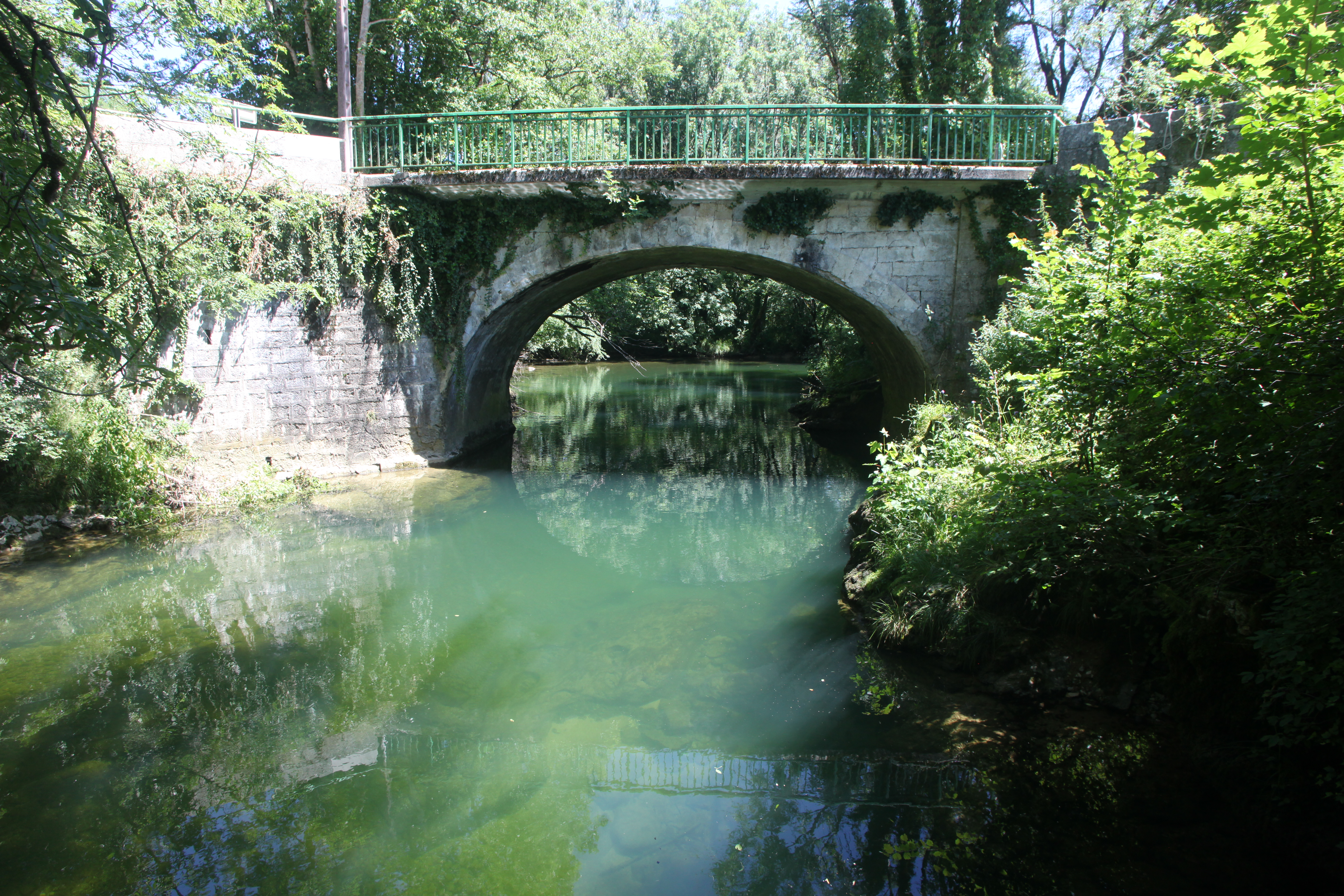
Pont sur l'Ain.
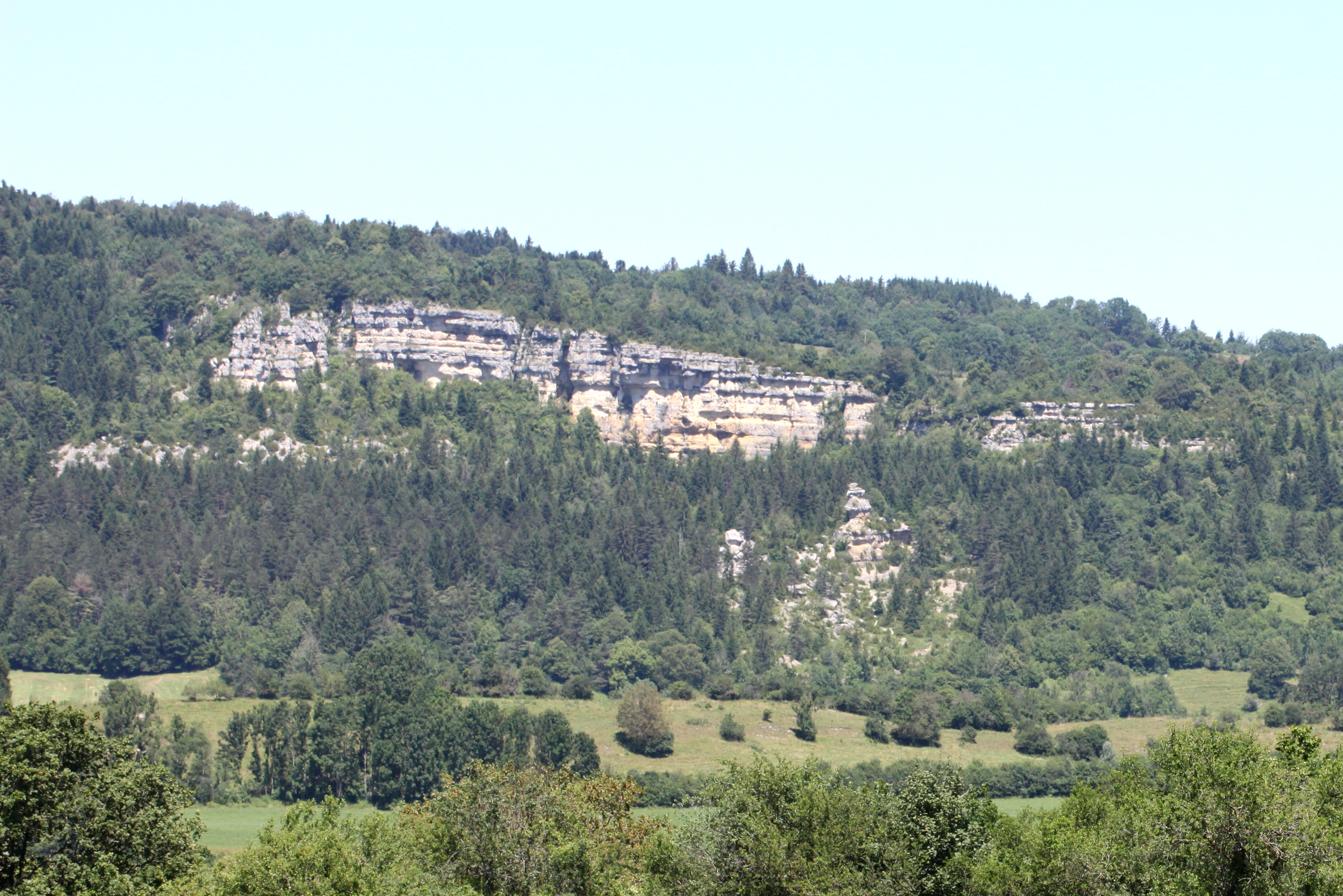
Rocher des Commères.
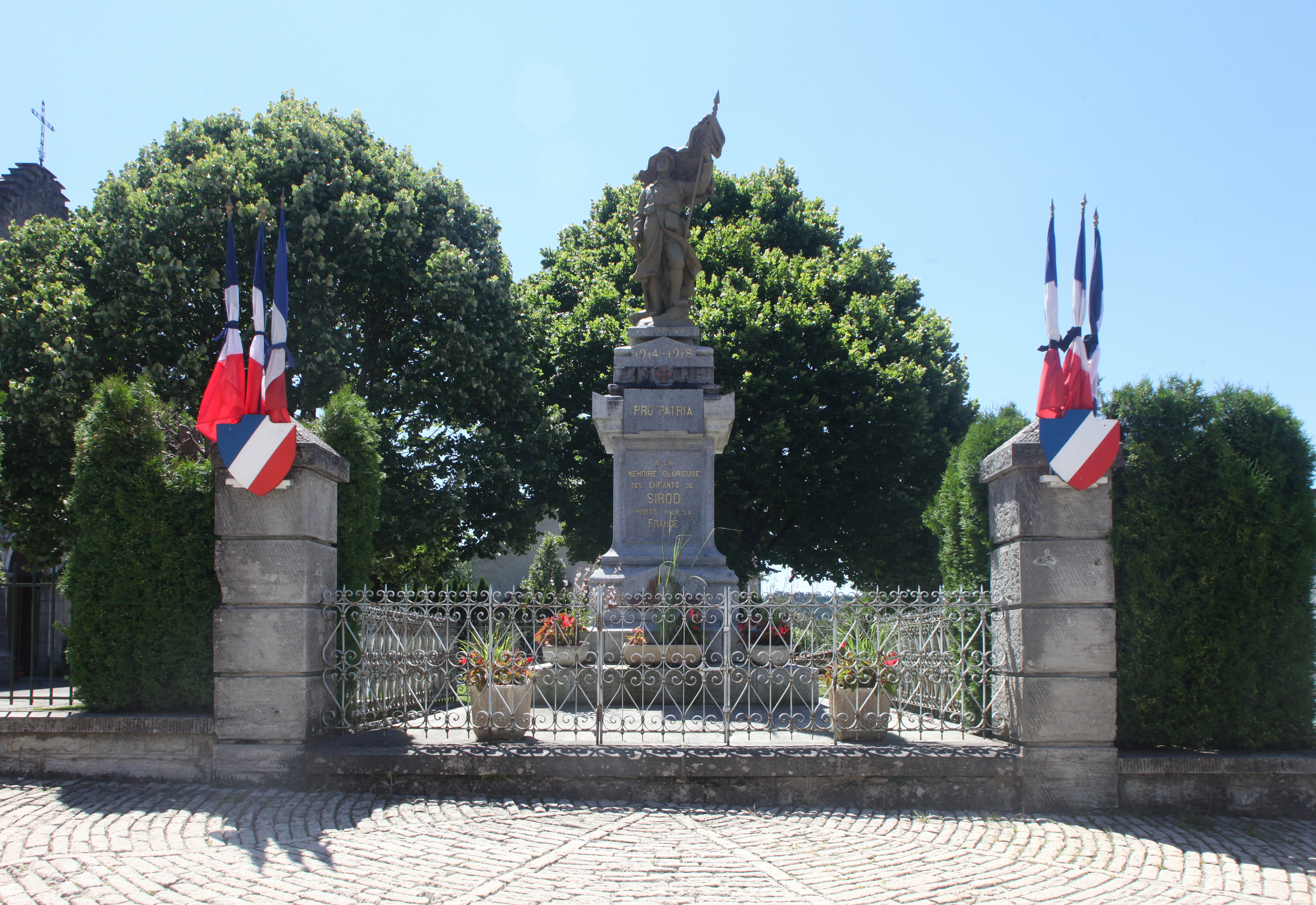
Monument aux morts.

### Personnalités liées à la commune
- Gilbert Cousin (1506-1572), humaniste comtois, résidait périodiquement à Sirod où il avait fondé son école.
- Claude Frontin (v1510-1563), ecclésiastique et poète comtois de la Renaissance, professeur à l'école de Sirod de 1540 à 1546.